# Klest
Klest (németül: Reißig) Cheb településrésze Csehországban a Karlovy Vary-i kerület Chebi járásában. A városközponttól 4 km-re északnyugatra fekszik. A 2001-es népszámlálási adatok szerint 18 lakóháza és 62 lakosa van.